# Fachhochschule Nordwestschweiz
Die Fachhochschule Nordwestschweiz (FHNW) ist eine Fachhochschule in der Schweiz und ist  in der Lehre, Forschung, Weiterbildung und Dienstleistung tätig. Sie ist eine interkantonale öffentlich-rechtliche Anstalt mit eigener Rechtspersönlichkeit. Träger sind die Kantone Aargau, Basel-Landschaft, Basel-Stadt und Solothurn. Die FHNW umfasst folgende zehn Hochschulen, die auf die Standorte Basel, Brugg-Windisch, Muttenz und Olten konzentriert sind: Angewandte Psychologie, Architektur Bau und Geomatik, Gestaltung und Kunst, Informatik, Life Sciences, Musik, Lehrerinnen- und Lehrerbildung, Soziale Arbeit, Technik und Umwelt sowie Wirtschaft. Der Hauptsitz ist in Windisch.

## Leistungsauftrag
Im Rahmen des Staatsvertrags zwischen den Kantonen Aargau, Basel-Landschaft, Basel-Stadt und Solothurn führen die Trägerkantone die FHNW mit einem vierfachen Leistungsauftrag. Dieser beinhaltet die Aus- und Weiterbildung, anwendungsorientierte Forschung und Entwicklung sowie Dienstleistungen zugunsten Dritter. Ein  Anliegen ist der Arbeitsmarkterfolg der  Absolventen.  Ein  Schwerpunkt liegt auf der interdisziplinären Bearbeitung von  gesellschaftlichen Themen und Herausforderungen wie der Alterung der Gesellschaft, der Energiewende und den Folgen des digitalen Wandels.

## Ausbildung
Die Studiengänge  zeichnen sich durch einen  Praxisbezug aus und werden als Voll- und/oder Teilzeitstudium angeboten. Die FHNW bietet 34 Bachelor- und 20 Master-Studiengänge in den Fachbereichen Angewandte Psychologie, Architektur Bau und Geomatik, Gestaltung und Kunst, Informatik, Life Sciences, Musik, Lehrerinnen- und Lehrerbildung, Soziale Arbeit, Technik und Umwelt und Wirtschaft an.
Entwicklung der Studierendenzahlen (immatrikulierte Studierende zum Stichtag 15. Oktober, ohne Weiterbildung)
| Jahr | Diplom/ Bachelor | Master | Total  | m/w (in %) |
| ---- | ---------------- | ------ | ------ | ---------- |
| 2023 | 11'006           | 2'606  | 13'612 | 48/52      |
| 2022 | 10'780           | 2'549  | 13'329 | 48/52      |
| 2021 | 10'889           | 2'515  | 13'404 | 48/52      |
| 2020 | 10'800           | 2'361  | 13'161 | 49/51      |
| 2019 | 10'500           | 2'146  | 12'646 | 49/51      |
| 2018 | 10'355           | 2'064  | 12'419 | 50/50      |
| 2017 | 10'218           | 2'012  | 12'230 | 50/50      |
| 2016 | 09'943           | 1'945  | 11'888 | 49/51      |
| 2015 | 09'436           | 1'826  | 11'262 | 49/51      |
| 2014 | 08'871           | 1'663  | 10'534 | 48/52      |
| 2013 | 08'424           | 1'579  | 10'003 | 49/51      |
| 2012 | 07'893           | 1'543  | 09'436 | 49/51      |
| 2011 | 07'405           | 1'489  | 08'894 | 50/50      |
| 2010 | 07'344           | 1'316  | 08'660 | 50/50      |
| 2009 | 07'115           | 1'057  | 08'172 | 50/50      |
| 2008 | 06'891           | 0544   | 07'435 | 50/50      |
| 2007 | 06'401           | 0119   | 06'520 | 51/49      |
| 2006 | 06'101           | 061    | 06'162 | 52/48      |

## Weiterbildung
In der Weiterbildung  werden Master of Advanced Studies (MAS), Executive Master of Business Administration (EMBA), Diploma of Advanced Studies (DAS), Certificate of Advanced Studies (CAS) sowie Fachseminare und Tagungen angeboten.

## Forschung und Dienstleistung
Neben der Aus- und Weiterbildung hat die anwendungsorientierte Forschung und Entwicklung einen hohen Stellenwert. In einem  Spektrum wissenschaftlicher Disziplinen realisiert die FHNW Forschungsprojekte gemeinsam mit  Partnern aus Industrie, Wirtschaft, Kultur, Verwaltung und Institutionen und beteiligt sich auch an europäischen Forschungsprogrammen. Die FHNW fördert den Wissens- und Technologietransfer zu Unternehmen und Institutionen.
2023 umfasste die anwendungsorientierte Forschung und Entwicklung 1306 Projekte sowie 412 Dienstleistungs-Projekte.

## Geschichte
Die FHNW wurde am 1. Januar 2006 gegründet, basierend auf einem Staatsvertrag zwischen den Trägerkantonen Aargau, Basel-Landschaft, Basel-Stadt und Solothurn. Sie entstand aus der Fusion der Fachhochschule Aargau (FHA), der Fachhochschule beider Basel (FHBB), der Fachhochschule Solothurn (FHSO), der Hochschule für Pädagogik und Soziale Arbeit beider Basel und der Pädagogischen Hochschule Solothurn. Seit dem 1. Januar 2008 sind die Hochschule für Musik und Schola Cantorum Basiliensis in die FHNW integriert. Zum 1. Januar 2025 wurde die Hochschule für Informatik als neue Hochschule gegründet und die Hochschule für Technik in Hochschule für Technik und Umwelt umbenannt.

## Internationalität
An der FHNW arbeiten und studieren Menschen aus über 60 Nationen. Zudem pflegt die FHNW Partnerschaften mit ausländischen Hochschulen und Institutionen und beteiligt sich an europäischen Forschungsprogrammen sowie an der Durchführung von trinationalen und mehrsprachigen Studiengängen.

## Organisation

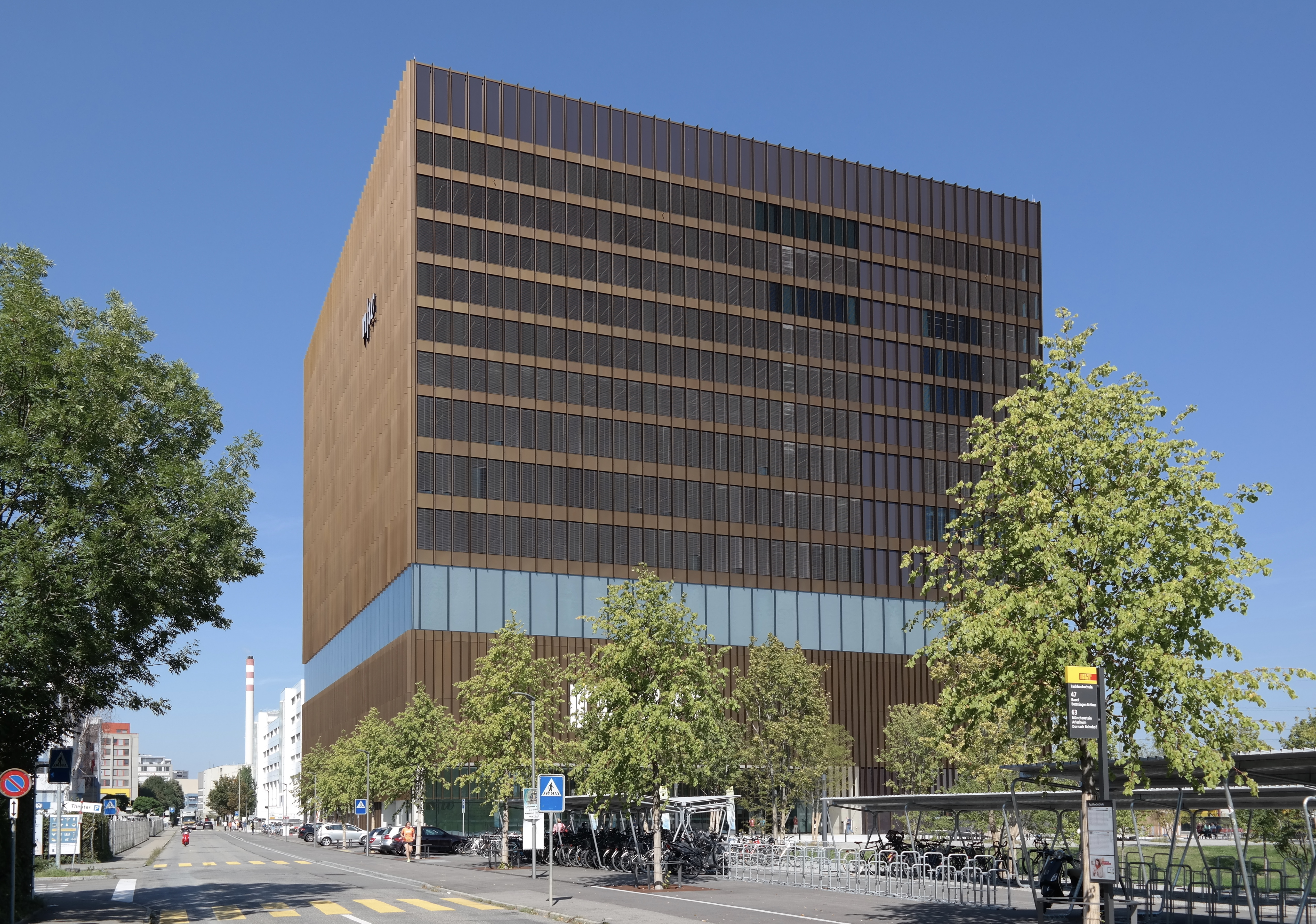
FHNW Campus in Muttenz

Strategisches Führungsorgan der FHNW ist der Fachhochschulrat (Präsident des Fachhochschulrats: Markus Jordi), der von den Regierungen der Trägerkantone gewählt wird. Operativ wird die FHNW vom Direktionspräsidium (Direktionspräsident: Crispino Bergamaschi) und der Direktion geführt.
Die Oberaufsicht über die FHNW wird von den Parlamenten der vier Trägerkantone ausgeübt. Sie setzen eine Interparlamentarische Kommission (IPK) ein. Die gemeinsame Aufsicht über die FHNW haben die vier Kantonsregierungen inne, deren Geschäfte vom Regierungsausschuss bzw. den vier Bildungsdirektoren vorbereitet werden. Die Finanzaufsicht wird von den Finanzkontrollen der Trägerkantone wahrgenommen.
Die FHNW besteht aus zehn Hochschulen (* = Hauptstandort):
- Hochschule für Angewandte Psychologie FHNW (Olten*)
- Hochschule für Architektur, Bau und Geomatik FHNW (Muttenz*)
- Hochschule für Gestaltung und Kunst FHNW (Basel*)
- Hochschule für Informatik FHNW (Windisch*)
- Hochschule für Life Sciences FHNW (Muttenz*)
- Hochschule für Musik (Basel) FHNW (Basel*)
- Pädagogische Hochschule FHNW (Muttenz, Solothurn, Windisch*)
- Hochschule für Soziale Arbeit FHNW (Muttenz, Olten*)
- Hochschule für Technik und Umwelt FHNW (Muttenz, Olten, Windisch*)
- Hochschule für Wirtschaft FHNW (Basel, Olten*, Windisch)

2013 wurden der FHNW Campus Brugg-Windisch und der FHNW Campus Olten eröffnet. Der neue FHNW Campus Muttenz wurde 2018 eröffnet.